# San Pedro La Laguna

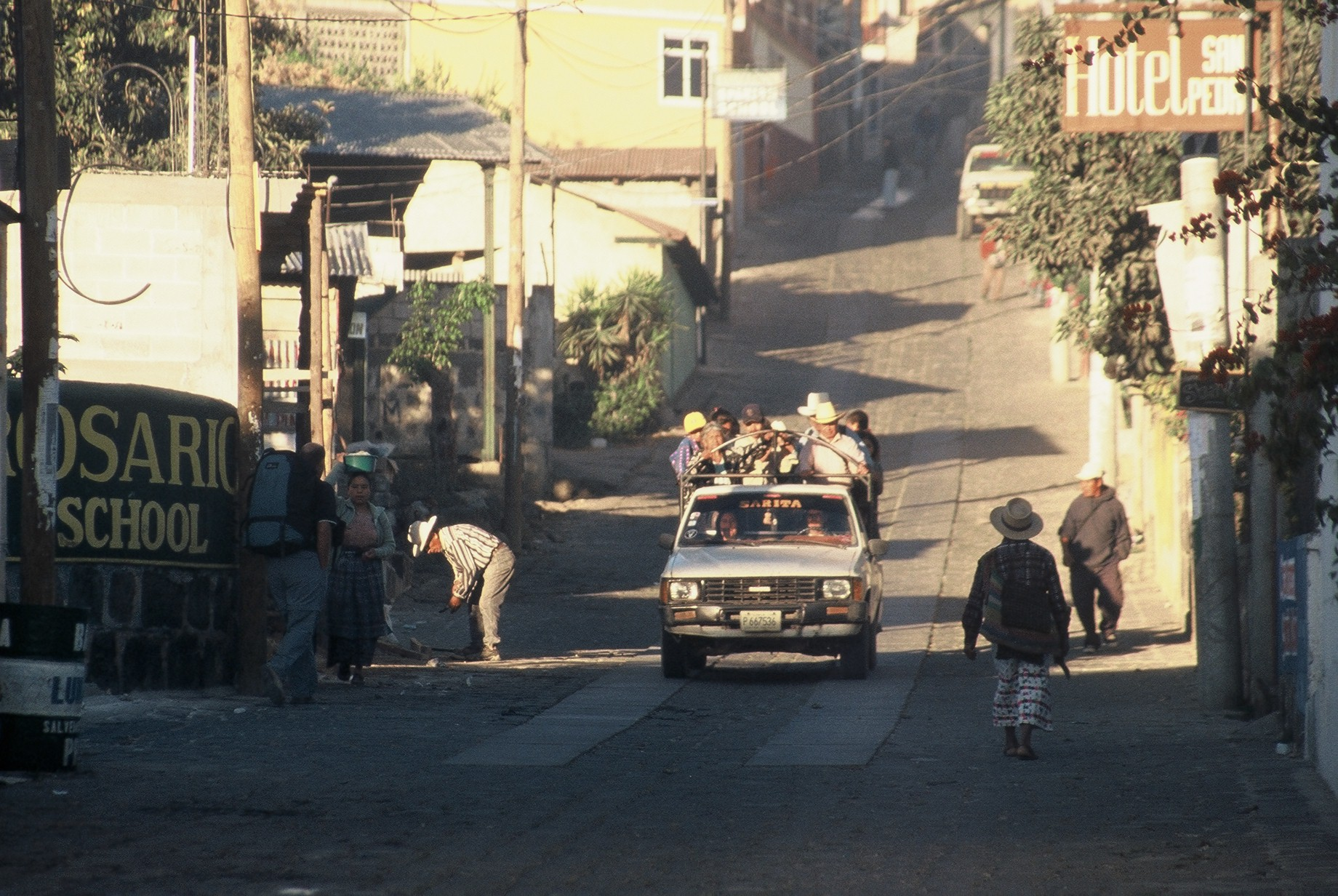
Uma visão da cidade

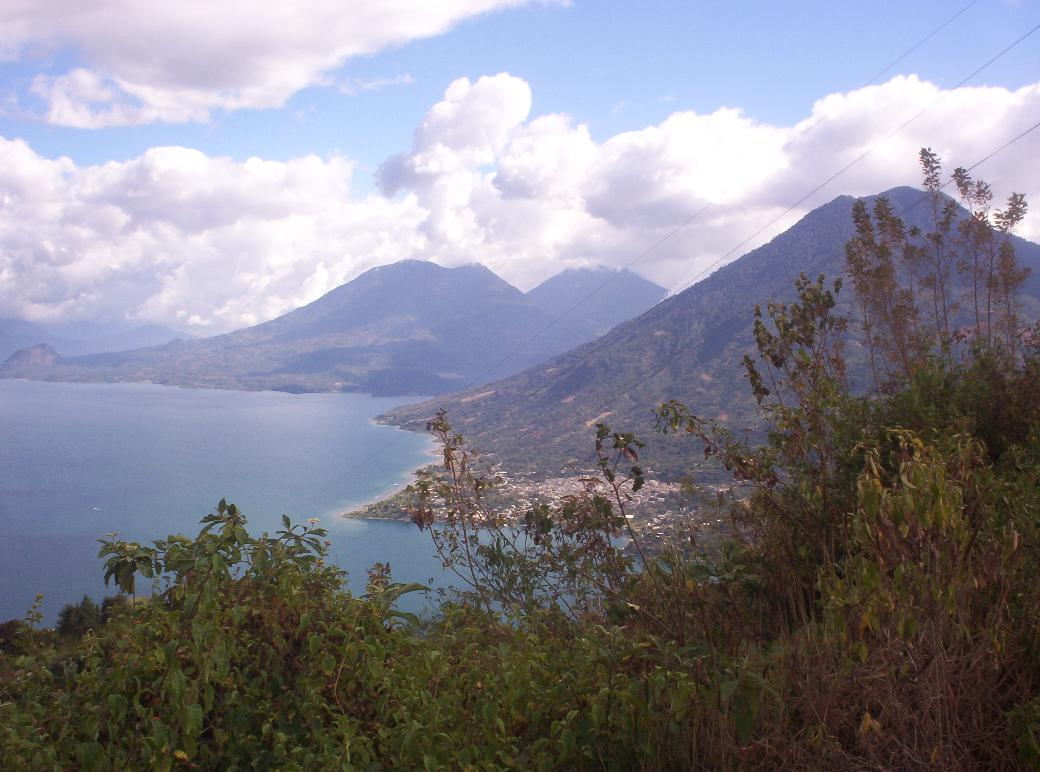
Visão geral da cidade, na base do vulcão de São Pedro

San Pedro La Laguna é uma cidade da Guatemala do departamento de Sololá.